# Telomer

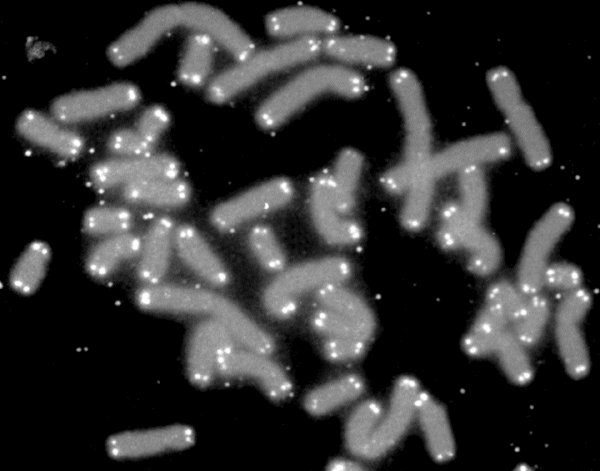
Mänskliga kromosomer (markerade med grå färg) täckta av telomerer (vit färg).

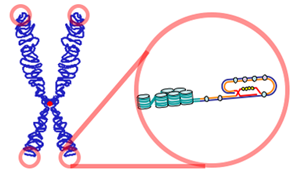
Telomer

Telomerer (av grekiskans telos, "slut", och meros, "del") är beteckningen på kromosomers ändar.

## Allmänt
Från artikeln Telomeras.
Varje cell i vår kropp innehåller hela vårt genom, dvs. vår ärftliga information. Detta packas på ett raffinerat sätt i kromosomer, som varje kroppscell hos en människa har 46 stycken av. De senaste åren har telomererna, de yttersta ändarna på våra kromosomer, kommit i forskningsfokus, eftersom det visat sig att dessa kan förkortas och förlängas. I våra vanliga kroppsceller förkortas kromosomerna vid varje celldelning, vilket gör att cellerna har en begränsad livslängd. Detta har visat sig vara extremt intressant inom åldersforskning. Vad gäller telomerer är cancerforskningen ett annat stort forskningsområde. Man har upptäckt att många cancerceller uttrycker ett enzym (telomeras) som kan förlänga kromosomerna. Telomeras finns även i kroppens stamceller. Enzymet gör att dessa celler får ”evigt liv”. Skulle man kunna reglera mängden telomeras i olika celler, har man funnit ett sätt att dels bota de flesta typer av cancer och dels öka vår livslängd markant.

## Historia
Ordet telomer, som kommer från grekiskans telo (ände) och meros (del), myntades av den amerikanske genetikern Hermann J. Muller. Han fann under sitt forskningsarbete att bananflugans kromosomer då de utsattes för röntgeninducerade brott, tenderade att bindas samman med andra nybildade kromosomändar.
Detta fenomen bekräftades senare av Barbara McClintock som utförde sina experiment på majs. Eftersom det bara är konstgjort framställda telomerer som är "klibbiga" (efter engelskans sticky) så måste cellen ha ett skydd som hindrar kromosomändarna från att sammanlänkas. Detta skydd har visat sig bestå av proteiner som binds till änden antingen direkt via DNA:t eller via bindning till andra proteiner.
Inte alla telomerer har DNA med korta upprepningar. Bananflugans och fjädermyggans telomerer utgör exempel på kromosomändar vars DNA är uppbyggda av långa komplexa upprepningar.

## Struktur
I de flesta arter som studerats består telomerens DNA-sekvens av korta upprepningar. Det dubbelsträngade DNA:t har oftast en sträng som är rik på Tymin (T) och Guanin (G) medan den komplementära strängen har Adenin (A) och Cytosin (C) på motsvarande positioner. Sålunda består den TG-rika strängens upprepningar i människa av TTAGGG, som repeteras i ungefär 10 000 nukleotider vid kromosomändarna.
Änden på telomersekvensen kommer från början att vara längre än den andra DNA-strängen. Denna utstickande 3'-DNA-sekvens kommer att forma en t-loop, och särskiljer ändan på så sätt från en DNA-skada och skyddar den samtidigt mot nedbrytningsenzymer.

## Funktion
Varje gång en cell delar sig kopieras kromosomerna. I denna process, som kallas replikering, förmår kromosomerna inte att kopiera den yttersta änden på telomeren. Detta innebär att för varje celldelning blir kromosomerna något kortare. Äldre människor har alltså något kortare kromosomer än yngre människor. Det har på senare år framförts teorier om att telomerens längd kan ha betydelse för åldrandeprocessen. Förkortningen av telomererna är inget problem då det är relativt korta sekvenser som försvinner.
Det skulle ha varit problematiskt om de förkortade kromosomerna hade förts över till individens avkomma. I ett sådant scenario skulle kromosomerna bli kortare för varje generation och till slut bli så korta att det skulle leda till problem för individen. Det har dock visat sig att kromosomerna inte blir kortare för varje generation. Ett enzym, telomeras, förlänger telomererna i könscellerna genom att sätta till TG-rika sekvenser (se ovan) till dessa.
Då DNA replikeras sker detta från 5' till 3'. Detta innebär att den ena av de två DNA-strängarna kommer att replikeras oavbrutet, medan replikationen av den andra strängen kommer att ske styckvis (Okazakifragment). Då den sista delen av DNA-strängen ska kopieras skulle en bit DNA mistas varje gång detta hände. Det är här som telomersekvensen sitter och möjliggör kopiering även av den sista DNA-biten. Telomersekvensen kommer att förkortas vid varje DNA-replikation. Förlängning av telomersekvensen sker av ett telomeras, som återfinns i könsceller. I normala somatiska (kroppsliga) celler finns inte detta telomeras.

## Förkortning
Det har föreslagits att människan från början har en full uppsättning telomersekvens, dock är telomeraset deaktiverat och för varje DNA-replikation (celldelning) förkortas telomersekvensen med 50-100 nukleotider. För en normal cell med en telomersekvens på 10 000 nukleotider, innebär detta 100 till 200 celldelningar innan telomeret slutar skydda cellen. Då detta händer kommer cellen att sluta dela sig i en process som kallas replicative cell senescence.

## Cancer
Telomersekvenser tros ha en stor roll i utvecklingen av cancer. Telomeras, som i kroppsceller (med några undantag) normalt är inaktivt, har i vissa tumörer visat sig vara aktiverat och förlänga kromosomerna. Dessa skulle i annat fall kunna minska i längd för varje celldelning tills kromosomändarna till slut blivit så korta att cellen skulle ha svårt att överleva och tumörtillväxten skulle avstanna. På senare år har det börjat bedrivas forskning som har som mål att inaktivera telomeras i tumörceller och därmed få tillväxten att avstanna.